# العلاقات السعودية البالاوية
العلاقات السعودية البالاوية هي العلاقات الثنائية التي تجمع بين السعودية وبالاو.

## مقارنة بين البلدين
هذه مقارنة عامة ومرجعية للدولتين:
| وجه المقارنة                                              | السعودية        | بالاو                         |
| --------------------------------------------------------- | --------------- | ----------------------------- |
| المساحة (كم2)                                             | 2.25 مليون      | 465                           |
| عدد السكان (نسمة)                                         | 33.00 مليون     | 21.73 ألف                     |
| الكثافة السكانية (ن./كم²)                                 | 14.67           | 4.67 ألف                      |
| العاصمة                                                   | الرياض، الدرعية | نغيرولمود، كورور              |
| اللغة الرسمية                                             | اللغة العربية   | لغة إنجليزية، اللغة البالاوية |
| العملة                                                    | ريال سعودي      | دولار أمريكي                  |
| الناتج المحلي الإجمالي (بليون دولار)                      | 683.83 مليار    | 291.54 مليون                  |
| الناتج المحلي الإجمالي (تعادل القوة الشرائية) بليون دولار | 1.69 تريليون    | 326.12 مليون                  |
| الناتج المحلي الإجمالي الاسمي للفرد دولار أمريكي          | 20.48 ألف       | 13.50 ألف                     |
| الناتج المحلي الإجمالي للفرد دولار أمريكي                 | 52.01 ألف       | 14.76 ألف                     |
| مؤشر التنمية البشرية                                      | 0.837           | 0.780                         |
| رمز المكالمات الدولي                                      | +966            | +680                          |
| رمز الإنترنت                                              | .sa             | .pw                           |
| المنطقة الزمنية                                           | ت ع م+03:00     | ت ع م+09:00                   |

## منظمات دولية مشتركة
يشترك البلدان في عضوية مجموعة من المنظمات الدولية، منها:
| علم المنظمة | اسم المنظمة                        | تاريخ انضمام السعودية | تاريخ انضمام بالاو |
| ----------- | ---------------------------------- | --------------------- | ------------------ |
|             | يونسكو                             | 4 نوفمبر 1946         | 20 سبتمبر 1999     |
|             | مؤسسة التنمية الدولية              | 30 ديسمبر 1960        | 16 ديسمبر 1997     |
|             | البنك الدولي للإنشاء والتعمير      | 26 أغسطس 1957         | 16 ديسمبر 1997     |
|             | منظمة حظر الأسلحة الكيميائية       | ?                     | ?                  |
|             | الأمم المتحدة                      | 24 أكتوبر 1945        | 15 ديسمبر 1994     |
|             | مؤسسة التمويل الدولية              | 18 سبتمبر 1962        | 16 ديسمبر 1997     |
|             | وكالة ضمان الاستثمار متعدد الأطراف | 12 أبريل 1988         | 16 ديسمبر 1997     |

## وصلات خارجية
- موقع وزارة الخارجية السعودية